# وانوا لوو
وانوا لوو (به لاتین: Vanua Levu) یک جزیره در فیجی است که در اقیانوس آرام واقع شده‌است.

## خصوصیات
وانوا لوو ۱۳۰٬۰۰۰ نفر جمعیت دارد و ۱٬۱۱۱ متر بالاتر از سطح دریا واقع شده‌است.